# آریل دامیان گرانا
آریل دامیان گرانا (انگلیسی: Ariel Damian Grana؛ زادهٔ ۱۹ ژانویهٔ ۱۹۷۶) بازیکن فوتبال اهل آرژانتین است.
از باشگاه‌هایی که در آن بازی کرده‌است می‌توان به باشگاه فوتبال اتلتیکو پارانائنزه، باشگاه فوتبال بانفیلد، باشگاه فوتبال بلننسس، باشگاه فوتبال لاتینا، باشگاه فوتبال ونتزیا، باشگاه ورزشی سن لورنسو آلماگرو، باشگاه فوتبال اتلتیکو هوراکان، و باشگاه فوتبال استاندارد لیژ اشاره کرد.